# Anatolij Łogunow
Anatolij Aleksiejewicz Łogunow (ros. Анатолий Алексеевич Логунов, ur. 30 grudnia 1926 we wsi Obszarowka w obwodzie samarskim, zm. 1 marca 2015 w Moskwie) – radziecki i rosyjski fizyk, rektor Moskiewskiego Uniwersytetu Państwowego (1977–1992), Bohater Pracy Socjalistycznej (1980).

## Życiorys
W 1946 skończył szkołę średnią w Kuźniecku, studiował w Kujbyszewskim Instytucie Lotniczym i Moskiewskim Uniwersytecie Państwowym, gdzie w 1951 skończył studia fizyczne, a w 1953 aspiranturę. Był asystentem katedry fizyki teoretycznej, w latach 1956–1963 zastępcą dyrektora Laboratorium Fizyki Teoretycznej ds. nauki Zjednoczonego Instytutu Badań Atomowych w Dubnej, 1963–1974 i 1993–2003 dyrektorem Instytutu Fizyki Wysokich Energii w Protwino, a od 1974 do końca życia kierownikiem naukowym tego instytutu. W 1959 został doktorem nauk fizyczno-matematycznych, a w 1961 profesorem, od 26 listopada 1968 był członkiem korespondentem, a 28 listopada 1972 członkiem rzeczywistym Akademii Nauk ZSRR. W latach 1970–1982 kierował katedrą fizyki wysokich energii Wydziału Fizycznego Moskiewskiego Uniwersytetu Państwowego, 1977–1992 był rektorem tego uniwersytetu i członkiem jego Rady Naukowej, od 1992 doradcą rektora i kierownikiem naukowym Instytutu Teoretycznych Problemów Mikroświata im. Bogolubowa tego uniwersytetu. Od 26 listopada 1974 do 19 grudnia 1991 był wiceprezydentem i członkiem Prezydium Akademii Nauk ZSRR, 1974–1975 przewodniczącym Rady ds. Automatyzacji Badań Naukowych Akademii Nauk ZSRR, 1976-1991 zastępcą przewodniczącego Komisji Energii Atomowej tej akademii, a 1974–1977 przewodniczącym Sekcji Nauk Fizyczno-Technicznych i Matematycznych Akademii Nauk ZSRR. Napisał ponad 500 prac naukowych, był członkiem kolegiów redakcyjnych i rad redakcyjnych wielu pism naukowych. Zajmował się m.in. teorią grawitacji. Był członkiem zagranicznym Bułgarskiej Akademii Nauk i Akademii Nauk NRD i doktorem honoris causa Uniwersytetu Berlińskiego, Uniwersytetu Bratysławskiego, Uniwersytetu Sofijskiego, Uniwersytetu Tokijskiego, Uniwersytetu Hawańskiego, Uniwersytetu Karola w Pradze, Uniwersytetu Helsińskiego, Uniwersytetu Belgradzkiego i innych. W latach 1960–1991 należał do KPZR, 1986–1990 był członkiem KC KPZR, a 1978–1989 deputowanym do Rady Najwyższej ZSRR.

## Odznaczenia i nagrody
- Medal Sierp i Młot Bohatera Pracy Socjalistycznej (23 stycznia 1980)
- Order Lenina (czterokrotnie – 1971, 1975, 1980 i 1986)
- Order „Za zasługi dla Ojczyzny” II klasy (14 stycznia 2002)
- Order „Za zasługi dla Ojczyzny” III klasy (28 sierpnia 1995)
- Order „Znak Honoru” (1962)
- Nagroda Leninowska (1970)
- Nagroda Państwowa ZSRR (dwukrotnie – 1973 i 1984)
- Krzyż Komandorski Orderu Zasługi Rzeczypospolitej Polskiej (Polska)
- Order Gwiazdy Polarnej (Mongolia)
- Order Przyjaźni (Czechosłowacja)